# Le Prisonnier d'Alcatraz
Pour plus de détails, voir Fiche technique et Distribution.
Le Prisonnier d’Alcatraz (Birdman of Alcatraz) est un film américain réalisé par John Frankenheimer et sorti en 1962. Il s'agit d'une adaptation cinématographique d'un livre de Thomas E. Gaddis lui-même basé sur la vie de Robert Stroud, surnommé l’« homme aux canaris d'Alcatraz ». Certains éléments sont cependant modifiés et romancés pour le film.

## Synopsis

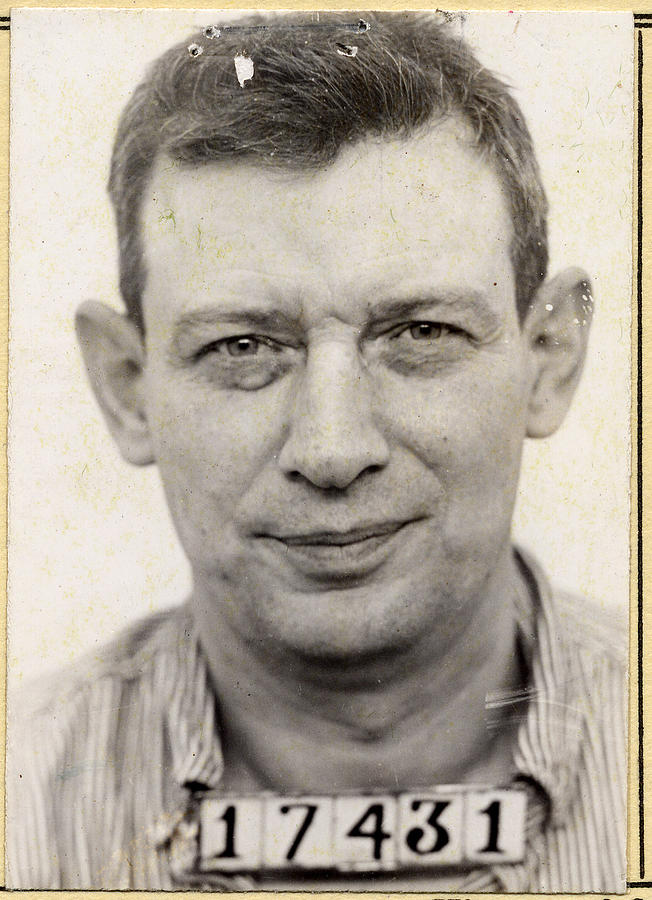
Le film s'inspire plus ou moins fidèlement de la vie de Robert Stroud, ici dans les années 1930

Robert Stroud a été incarcéré pour un meurtre commis en Alaska. Il est emprisonné dans un quartier très isolé du pénitencier fédéral de Leavenworth au Kansas. Pour tromper l'ennui, il apprivoise un petit moineau, puis agrandit sa « collection » avec des canaris. Il va trouver sa rédemption en devenant un ornithologue réputé, malgré son transfert dans le quartier de haute sécurité au pénitencier fédéral d'Alcatraz où il ne peut emmener ses oiseaux.

## Fiche technique
- Titre : Le Prisonnier d’Alcatraz
- Titre original : Birdman of Alcatraz
- Réalisateur : John Frankenheimer
- Scénario : Guy Trosper, d'après le livre de Thomas E. Gaddis
- Photographie : Burnett Guffey
- Montage : Edward Mann
- Musique : Elmer Bernstein
- Direction artistique : Fernando Carrere
- Producteurs : Stuart Millar, Guy Trosper

Producteur délégués : Harold Hecht
- Société de production : Norma Productions
- Société de distribution : United Artists
- Pays d'origine :  États-Unis
- Langue originale : anglais
- Budget : 2 650 000 $[réf. nécessaire] (estimé)
- Format : Noir et blanc — 35 mm — 1,85:1 — Son : Mono
- Genres : drame biographique, policier
- Durée : 143 minutes
- Dates de sortie : 
  - États-Unis : 3 juillet 1962 (Los Angeles,  première) / 4 juillet 1962 (sortie nationale)
  - Italie : Présentation à la Mostra de Venise le 5 septembre 1962

## Distribution
- Burt Lancaster (VF : Claude Bertrand) : Robert Stroud
- Karl Malden (VF : Jean-Henri Chambois) : Harvey Shoemaker
- Thelma Ritter (VF : Germaine Kerjean) : Elizabeth Stroud
- Neville Brand (VF : Henry Djanik) : Bull Ransom
- Betty Field (VF : Lita Recio) : Stella Johnson
- Telly Savalas (VF : Jacques Hilling) : Feto Gomez
- Edmond O'Brien (VF : Claude Péran) : Thomas E. « Tom » Gaddis
- Hugh Marlowe (VF : Gérard Buhr) : Roy Comstock
- Whit Bissell : Dr Ellis
- Crahan Denton (en) (VF : Serge Nadaud) : Kramer
- James Westerfield (VF : Pierre Leproux) : Jess Younger
- Leo Penn : Eddie Kasselli (non crédité)
- Lewis Charles : Wentzel, l'aumônier
- Adrienne Marden (en) : Mme Woodrow Wilson, la femme du Président des États-Unis
- Art Stewart : le chef des gardiens
- Raymond Greenleaf (VF : Paul Villé) : le juge
- George Mitchell (non crédité) (VF : Michel Gudin) : le père Matthieu
- Fred Libby (VF : Léonce Corne) : le 1er reporter sur le quai
- Harry Jackson (VF : Jean Berton) : le 2e reporter sur le quai
- Robert Bailey (VF : Georges Hubert) : le 3e reporter sur le quai

## Production
Le réalisateur britannique Charles Crichton est initialement engagé, tournant ainsi son premier film américain. Mais après quelques semaines de tournage, il se brouille avec l'acteur principal Burt Lancaster. Ce dernier fait alors appel à John Frankenheimer, qui l'avait dirigé dans Le Temps du châtiment (1961), pour le remplacer. Le directeur de la photographie John Alton avait lui aussi été renvoyé après deux semaines et remplacé par Burnett Guffey[réf. à confirmer].
L'acteur Strother Martin a initialement un rôle dans le film mais quitte le projet par solidarité avec Charles Crichton. Il sera remplacé par Leo Penn, finalement quasiment entièrement coupé au montage.
Le tournage a lieu à San Francisco et sa baie de San Francisco.

## Distinctions

### Récompenses
- Mostra de Venise 1962 : Coupe Volpi pour la meilleure interprétation masculine pour Burt Lancaster
- British Academy Film Awards 1963 : British Academy Film Award du meilleur acteur étranger pour Burt Lancaster

### Nominations
- Oscars 1963 :  
  - Oscar du meilleur acteur pour Burt Lancaster ;
  - Oscar du meilleur acteur dans un second rôle pour Telly Savalas ;
  - Oscar de la meilleure actrice dans un second rôle  pour Thelma Ritter ;
  - Oscar de la meilleure photographie en noir et blanc pour Burnett Guffey

## Autour du film
- La performance de Burt Lancaster a provoqué une vague de sympathie envers Robert Stroud chez le public américain. Par exemple, des pétitions furent disponibles dans différents cinémas pour obtenir sa libération. Il est devenu l'un des détenus les plus célèbres d'Alcatraz avec Al Capone. Il meurt un an après la sortie du film, à 73 ans[2][réf. à confirmer].
- Selon ceux qui ont connu Robert Stroud en prison, ses manières douces telles que présentées par Gaddis et interprétées par Lancaster sont fictives. Certaines personnes affirment que son transfert vers Alcatraz n'a aucun lien avec la fabrication clandestine de cidre de pomme, même si le film présente la situation ainsi[réf. nécessaire].
- Moins d'un mois avant la sortie du film aux États-Unis, trois détenus s'évadent de la prison, tandis qu'un quatrième sera interpellé avant d'avoir pu quitter l'île.